# 我爱北京天安门
《我愛北京天安門》是一首頌讚中華人民共和國創建者毛澤東的文化大革命時代歌曲。因为歌曲旋律清新、节奏活泼，只有9度音域，演唱的适应面广，富于儿童特点，常用於兒歌。但这首歌不同于当时占据乐坛的“语录歌”，“忠字歌”的千篇一律的进行曲、战歌风格，在当时脱颖而出。

## 背景
1970年9月这首歌发表在上海出版的《红小兵歌曲》上，1971年由中央人民广播电台播出，1972年中央新闻电影制片厂拍摄的北京“五一”游园会专题文艺节目把《我爱北京天安门》搬上银幕，随后录制了唱片，同年被编入国务院文艺组主编的《战地新歌》第一辑。歌曲越唱越红，被编成各种版本的儿童舞蹈。后来被改编成各种样式、体裁的乐曲（如手风琴、木琴独奏曲等）。1981年被辑入广东花城出版社《抒情歌曲集》。
这首儿歌经反复使用、加工而成为歌诵性抒情歌曲中的标志性作品，进入了代表那个时代精神的经典作品的行列。美国总统里根访华前，美国艺术团在北京演出的第一个合唱节目，就是《我爱北京天安门》。
歌词作者是1970年小学5年级12岁学生金果临，曲作者是上海第六玻璃厂年仅19岁的徒工金月苓。金月苓文革后（1977年）就读于中央音乐学院，与谭盾、陈佐湟等日后成为著名作曲家、指挥家的学生同学，毕业后任中国唱片公司上海公司音乐编辑。据1999年的报道，金月苓已创作有各类抒情歌曲二、三百首，其中一些作品获得全国音乐比赛的各种奖项。

## 改編
歌手周笔畅将本曲改編為《毛爺爺說》，此外理查德·克莱德曼也有将其编为钢琴曲。

## 外部連結
- 我愛北京天安門 （页面存档备份，存于）